# A-2079
La carretera A-2079 es un acceso de la Red Complementaria Metropolitana Cádiz de la Junta de Andalucía, denominado como Acceso al Puerto Deportivo de Chipiona, que da acceso al  Puerto deportivo de Chipiona  en Chipiona.
Se construyó como una avenida de 360 metros de longitud para acceder al  Puerto deportivo de Chipiona  y la Playa Micaela. En la final de la avenida dejó construida a media glorieta y de allí, esta previsto la futura conexión con la autovía  A-480 , sin noticias del proyecto actualmente.

## Tramos
| Denominación | Tramo                                       | Año servicio / Estado (2025)     | km   |
| ------------ | ------------------------------------------- | -------------------------------- | ---- |
|              | A-480 -Playa Micaela                        | Pendiente de estudio informativo | 0,71 |
| A-2079       | Playa Micaela- Puerto deportivo de Chipiona | 2011                             | 0,36 |